# Masalia belgaumensis
Masalia belgaumensis är en fjärilsart som beskrevs av Embrik Strand 1916. Masalia belgaumensis ingår i släktet Masalia och familjen nattflyn. Inga underarter finns listade i Catalogue of Life.